# Google Answers
Google Answers var en elektronisk tjänst som drevs av företaget Google. Tjänsten gav användare möjlighet att publicera frågor, om precis vad som helst, och betala för att få dem besvarande. När en ny fråga publiceras anges också ett belopp som skall utbetalas till den som postar ett bra svar på frågan. När frågan blivit besvarad är det upp till frågeställaren att avgöra om svaret var tillräckligt bra, eller eventuellt be om förtydliganden. Om svaret anses tillräckligt bra betalar frågeställaren ut pengarna. Under vissa villkor kan pengarna dock återfås och man betalar minimiavgift om ingen postar ett svar.
Frågorna är ofta av en sådan karaktär att endast ett begränsat antal personer kan besvara dem, exempelvis svåra matematiska problem eller frågor om sjukdomar.
Google Answers avslutades som aktiv tjänst av Google i december 2006. Gamla frågor ligger kvar och är sökbara tills vidare, men möjligheten att ställa nya frågor har stängts.